# 馬修·華貝拿
馬修·華貝拿（法語：Mathieu Valbuena，法語發音：[matjø valbwena]，1984年9月28日—），是一名法國足球員，現效力希腊足球超级联赛球會奧林比亞高斯，司職攻擊中場。由於他身材矮小，所以有小型單車（Le Petit vélo）的稱號。他曾是法國國家足球隊隊員。

## 球會
早年
瓦爾布埃納在波爾多展開其足球生涯。一年後，他由於身材矮小而被球會放棄。其後，他加盟第五組別法國業餘錦標賽2的朗貢-卡斯泰（Langon-Castets），他的表現使球探留下深刻印象。兩年後，他轉投法丙球會利布爾訥聖瑟蘭，他進步神速，他在兩個球季裡上陣53次，攻入10球。他在2005/06球季上陣29次取得9個入球，協助球會晉級至法乙，但他們在緊接的一季便降班。他在該季的努力，使他成為年度聯賽最佳球員。
馬賽
由於，瓦爾布埃納在利布爾訥聖瑟蘭的成功，導致有大量球會希望買入他。2006年6月9日，他加盟法甲球會馬賽並簽訂三年合約。
瓦爾布埃納剛加盟馬賽不久後，便腳踝受傷。由於傷患問題，導致他在球季末段以1-0的比分擊敗華倫西恩斯的賽事後備入替而處子上陣。該季，他上陣超過14次，主要是後備入替，其中包括在對聖伊天的賽事進行至86分鐘時攻入的處子入球，協助球隊擊敗對手。
2007/08球季，瓦爾布埃納的健康有所改善和法蘭克·列貝利離隊，都促使他的表現大幅改進。新領隊埃里克·格雷茨增加了他的上陣時間，展現出驚人的狀態。其中一個難忘時刻是他在晏菲路球場對英格蘭球會利物浦的歐聯分組賽賽事中攻入一球。這個入球使馬賽以1-0的比分擊敗對手。他大有作為的表現，使馬賽願意與其續約，原本的合約到2010年便會結束。2008年4月，他簽訂新約並留效至2013年。
2014年8月3日，俄超球會莫斯科迪納摩宣布簽下瓦爾布埃納，轉會費700萬歐元，年薪330萬歐元。

## 國際賽
由於身材矮小，瓦爾布埃納早年從未獲得法各級國青隊的徵召。然而他在馬賽令人印象深刻的表現，使他獲得法國領隊雷蒙·杜明尼治徵召出戰對英格蘭和馬里的賽事。然而，他因為受傷而無法在賽事中上陣。
2010年5月11日，瓦爾布埃納獲雷蒙·杜明尼治選入2010年世界盃30人的初步名單。儘管他在馬賽的表現不俗，又協助球隊成為雙料冠軍，但他獲徵召的消息依然令人驚訝。許多任職於法國傳媒的記者，將他獲徵召一事與法蘭克·列貝利四年前獲徵召出戰2006年世界盃相題並論。其後，他獲選入23人名單。5月26日，他在對哥斯達黎加的友賽的下半場時後備入替，他上陣16分鐘後便攻入奠勝球，協助球隊以2-1的比分擊敗對手。
自德尚出任國家隊主教練以來，這位馬賽時代就合作過的愛將是上場次數最多的一名國腳。

## 技術特點
瓦爾布埃納的身材和跑位飄忽、可拉邊可組織的靈活性讓人想起古利和。此外他非常喜愛在左路肋部區域活動，這點則與有異曲同工之妙。

## 私生活
瓦爾布埃納出生於吉倫特省西南部市鎮布魯日。他擁有西班牙血統，他的父親是來自西班牙城市華拉度列。他的父親目前在波爾多市議會工作 。在還未成為足球員之前，還在求學時期的他曾任職體育用品商店的售貨員。

## 生涯數據
球會
| 球會           | 球季     | 聯賽 | 聯賽 | 聯賽 | 盃賽 | 盃賽 | 盃賽 | 歐洲賽 | 歐洲賽 | 歐洲賽 | 總計 | 總計 | 總計 |
| 球會           | 球季     | 上陣 | 入球 | 助攻 | 上陣 | 入球 | 助攻 | 上陣   | 入球   | 助攻   | 上陣 | 入球 | 助攻 |
| -------------- | -------- | ---- | ---- | ---- | ---- | ---- | ---- | ------ | ------ | ------ | ---- | ---- | ---- |
| 利布爾訥聖瑟蘭 | 2004–05  | 24   | 1    | 3    | 2    | 0    | 0    | 0      | 0      | 0      | 26   | 1    | 3    |
| 利布爾訥聖瑟蘭 | 2005–06  | 29   | 9    | 4    | 3    | 4    | 1    | 0      | 0      | 0      | 32   | 13   | 4    |
| 總計           | 總計     | 53   | 10   | 7    | 5    | 4    | 1    | 0      | 0      | 0      | 58   | 14   | 7    |
| 馬賽           |          |      |      |      |      |      |      |        |        |        |      |      |      |
| 2006–07        | 15       | 1    | 1    | 2    | 0    | 1    | 1    | 0      | 0      | 18     | 1    | 2    |      |
| 2007–08        | 29       | 3    | 1    | 3    | 1    | 0    | 10   | 1      | 0      | 42     | 5    | 1    |      |
| 2008–09        | 31       | 3    | 2    | 3    | 0    | 0    | 11   | 0      | 1      | 45     | 3    | 3    |      |
| 2009–10        | 31       | 5    | 1    | 6    | 2    | 1    | 6    | 0      | 0      | 43     | 7    | 2    |      |
| 總計           | 總計     | 106  | 12   | 5    | 14   | 3    | 2    | 28     | 1      | 1      | 148  | 16   | 8    |
| 生涯總計       | 生涯總計 | 159  | 22   | 12   | 19   | 7    | 3    | 28     | 1      | 1      | 206  | 30   | 16   |

### 國家隊入球
最後更新：2015年1月2日
| #  | 日期       | 比賽場地                | 對手   | 比分 | 賽果 | 賽事         |
| -- | ---------- | ----------------------- | ------ | ---- | ---- | ------------ |
| 1. | 2010.05.26 | 朗斯費利克斯-波萊特球場 |        | 2–1  | 2–1  | 友誼賽       |
| 2. | 2010.10.17 | 倫敦溫布利球場          | 英格兰 | 2–0  | 2–1  | 友誼賽       |
| 3. | 2012.11.14 | 帕爾馬塔爾蒂尼球場      | 義大利 | 1–1  | 2–1  | 友誼賽       |
| 4. | 2013.02.06 | 巴黎法蘭西體育場        | 德国   | 1–0  | 1–2  | 友誼賽       |
| 5. | 2013.03.22 | 巴黎法蘭西體育場        |        | 2–0  | 3–1  | 世界盃資格賽 |
| 6. | 2014.06.20 | 薩爾瓦多新水源體育場    | 瑞士   | 3–0  | 5–2  | 世界盃小組賽 |

## 榮譽
- 馬賽
  - 法甲冠軍：2009–10
  - 法國聯賽盃冠軍：2010、2011、2012
  - 法國超級盃冠軍：2010、2011

## 外部連結
- （英文）Official website
- （法文）馬修·華貝拿 – 法國職業足球聯賽数据 – 支持法语（已存档）
- （法文）Profile at l'equipe.fr （页面存档备份，存于）
- （英文）Profile on Football Lineups